# 府中秣場騒動
府中秣場騒動（ふちゅうまぐさばそうどう）は、江戸時代の正徳5年（1715年）、武蔵国多摩郡府中領（現・東京都府中市および小金井市付近）において発生した騒動。江戸周辺の武蔵野で、秣を必要とする周辺の住民が、限られた秣場（採草地）をめぐり争った。

## 経緯

### 背景
秣場は、家畜の飼料・水田の肥料（刈敷）・燃料の供給地として重要なものであったが、近世前期には新田の増加により用水や秣の使用をめぐる様々な対立が農村の内外で生じていた。水田が増えた一方で開発できる土地が減り、同時に肥料となる草を採取する場が無くなっていったことで、わずかな草をめぐる村同士の争奪戦が起きていた。

### 事件の発生
正徳5年（1715年）7月6日から7日にかけて、武蔵国多摩郡府中領是政村（現・府中市）の農民約80人が、下小金井村（現・小金井市）の粟・稗・竹木・草などを刈り取った。下小金井村の村民は、翌8日に両村の支配者の代官・雨宮勘兵衛に是政村側の行為を訴え、雨宮は23日に代官所に双方とも出頭せよと命じた。
しかし、翌9日の朝、下小金井村から是政村の名主に出頭命令の裏書きを渡したところ、是政村の農民たちは近くの4か村（上染谷、下染谷、車返、人見）の者たちとともに下小金井村に押し入った。その数は馬300匹、人足1400人から1500人ばかりで、弓、槍、鉈、鉞を持って、下小金井村の杉・檜・雑木など5万7000本余を伐り、秋作を荒らした。下小金井村の農民たちはこれを鎮めることもできず、再度代官に訴え、現場見分を受けた。

### 判決
7月23日、幕府の評定所から各村に8月4日に出頭して対決するよう命じた。同日に行われた対決は、勘定奉行の伊勢貞敕が担当した。伊勢の取り調べで、是政村のほか5か村の名主・組頭と是政村嘉右衛門が籠舎を命じられた。そして評定所留役たちが、詳しく取り調べた上で、頭取の者が逮捕、籠舎となり、名主・組頭たちは釈放された。11月4日に評定所で下された裁決は、
1. 是政村の平六・半之丞・ほか1名 - 張本人として流罪
2. 4名 - 追放
3. 5か村より過料30両

であった。徴収した金は下小金井村に下付され、これを畑持ち36人で分けた。

### 審議の関係者の処罰
翌正徳6年（1716年）の正月11日、湯島で発生した火事で、小伝馬町の牢屋敷が類焼し、その騒ぎの中で流罪判決を受けていた是政村の平六と半之丞が逃亡した。残り1人の流罪が行われようとした時、事件の審議経過や、事件の重大さに比して軽すぎた罪などが、老中や評定所一座など幕閣の上層部の間で問題になった。伊勢は事件の首謀者を軽罪に処したとして、4月22日に御目見遠慮の処分を受け、この吟味に関係した下記の評定所留役5人も罷免・逼塞などの処罰を受けた。
1. 薗部新十郎（新五郎某）[8]
2. 小野寺十左衛門（秀明）[9]
3. 辺見清兵衛（光安）[10]
4. 有野源右衛門（有壁孫右衛門勝延）[11]
5. 小田切庄蔵（正芳）[12]

彼らの処分後、「勘定方より、随分其人を選び任命せよ」との幕閣からの達しにより、後任者が選ばれた。将軍の侍講を務めた新井白石は、側用人の間部詮房と相談し、逃亡した是政村の2人を徹底的に捜索するように指示したが、その直後の4月30日、7代将軍徳川家継が死去し、徳川吉宗が8代将軍に就任した。5月1日に伊勢は特赦により許された一方、白石や詮房たちは解任された。

## 事件の影響
担当奉行の伊勢や留役たちは、この事件を軽く考えていたが、将軍のお膝元である江戸近郊の幕領で起きたことに、当時の幕府首脳は強い衝撃を受けた。新井白石も『折たく柴の記』に、この騒動が江戸近辺で起きた大騒動として深刻に受け止めていることを書き残している。『柳営日次記』においても、幕閣はこの騒動を公儀に対する「百姓一揆」とみなしたことが記されている。
また、この事件によって、評定所が構成員である奉行たちよりも評定所留役たちによって実務が担われていることの弊害も問題視され、新井白石もその点を『折たく柴の記』で指摘している。そして、正徳6年4月7日に、審議の迅速化や運営の円滑化を図る法令が発せられたが、その直後の家継の死去と白石たちの失脚により、評定所の改革は頓挫した。

## 江戸周辺の秩序の動揺
歴史学者の大石学は、この事件を「江戸周辺の支配体制の動揺と、幕府の権威の低下」「評定所機構の弛緩」を顕在化させたことで、後の享保の改革の前提として重要なものと捉えている。そして、大岡忠相が関東地方御用掛として武蔵野新田などを開発・支配したことは、地域秩序の動揺への対応であり、江戸周辺の地域政策としての意義を持つものと考えている。
この騒動は、徳川綱吉の生類憐れみの令で鷹狩が廃止されたことで、幕府の鷹場・狩場に指定されていた芝地や空地に農民が入り込み、秣を勝手に採取するようになったことが原因となって、地域秩序の動揺につながったと当時の幕閣は認識していた。
武蔵野地域に限らず、伊豆国加茂郡・田方郡、上総国市原郡、武蔵国都筑郡、常陸国多河郡、下総国香取郡といった関東一帯で、秣場や入会をめぐる争いがあったことが、享保5年から14年までの評定所の記録「裁許留」で確認される。
それを受けて、享保8年（1723年）5月、町奉行所は武蔵野地域に宛てた触で、武蔵野周辺やその他の芝地・空地での農民たちの勝手な秣採取を戒めている（木村礎・伊藤好一編『新田村落』（文雅堂書房、1960年）76頁）。
そして、元文元年（1736年）に、大岡忠相の主導で行われた武蔵野新田の検地により、周辺の住民が秣を採取する入会地であった武蔵野は、村別所持、個人別所持へと分割され、新たな地域秩序が形成された。